# Santa Ana la Real
Santa Ana la Real község Spanyolországban, Huelva tartományban. Santa Ana la Real Alájar, Almonaster la Real, Castaño del Robledo és Jabugo községekkel határos. Lakosainak száma 472 fő (2024).

## Népesség
A település népessége az utóbbi években az alábbiak szerint változott:
| Lakosok száma | 489  | 495  | 484  | 482  | 520  | 534  | 498  | 476  | 489  | 472  |
|               | 2001 | 2004 | 2006 | 2009 | 2011 | 2014 | 2016 | 2019 | 2021 | 2024 |